# Ось і літо минуло...
Ось і літо минуло… — радянський художній фільм 1972 року, знятий на кіностудії «Білорусьфільм».

## Сюжет
Тьомка прощається з дитячим садом і вихователькою — завтра він піде в перший клас. Для нього почнеться шкільне життя, але йому потрібно ще завершити багато справ. Тьома закладає цеглою калюжу у дворі, зізнається двірнику, що розбив скло, відвідує хворого дружка. Справжнє життя тільки починається.

## У ролях
- Леонід Наумов — Тьома
- Світлана Анісімова — Женя
- Ельвіра Гаріна — Галина Сергіївна Рибакова, мама Тьоми
- Борис Гітін — Андрій Рибаков, батько Тьоми
- Галина Макарова — бабуся Наташа, мама Галини, бабуся Тьоми
- Леонід Каневський — дядько Гарік (озвучений іншим актором)
- Марія Зінкевич — тітка Настя, двірник
- Володимир Станкевич — Саввочка
- Олександра Зіміна — перехожа, яка пояснювала Тьомі про час
- Тамара Муженко — жінка на шкільному базарі, яка звернулася в довідкове бюро
- Зоя Осмоловська — перукар
- Галина Рогачова — мама Саввочки
- Юрій Залеський — епізод
- Володимир Ковальонок — епізод
- Олександр Корабельников — епізод
- Георгій Лавров — епізод
- Ігор Пилюшенко — епізод
- Дмитро Пригарін — епізод
- Сергій Прудильник — епізод
- Олена Ринкович — епізод

## Знімальна група
- Режисер — Олександр Ігішев
- Сценарист — Аркадій Інін
- Оператор — Геннадій Переверзєв
- Композитор — Лев Моллер
- Художник — Володимир Бєлоусов